# Otake Hideo
Pour les articles homonymes, voir Otake.
Dans ce nom japonais, le nom de famille, Otake, précède le nom personnel.
Otake Hideo (大竹英雄, Ōtake Hideo), né le 12 mai 1942, est un joueur de go professionnel japonais.

## Biographie
Otake est né en 1942 à Kitakyushu, au Japon. Il rejoint la légendaire école de go de Kitani Minoru à l'âge de 9 ans, et après une progression rapide devient professionnel en 1956, à l'âge de 14 ans. Il devient 9e dan en 1970.

## Titres
| Titre                 | Années                       |
| --------------------- | ---------------------------- |
| Titres nationaux      | 34                           |
| Meijin                | 1975, 1976, 1978, 1979       |
| Judan                 | 1969, 1980, 1981, 1993, 1994 |
| Oza                   | 1975                         |
| Gosei                 | 1980 - 1985                  |
| Coupe NEC             | 1986, 1988, 1995             |
| Ryusei                | 1992                         |
| Championnat d'Hayago  | 1973, 1976                   |
| Kakusei               | 1981, 1983, 1984, 1987, 1988 |
| Dai-ichi              | 1970 - 1975                  |
| Titres internationaux | 2                            |
| Coupe Asian TV        | 1994                         |
| Coupe Fujitsu         | 1992                         |